# Helfrantzkirch
Helfrantzkirch è un comune francese di 803 abitanti situato nel dipartimento dell'Alto Reno nella regione del Grand Est.

## Società

### Evoluzione demografica
Abitanti censiti